# کالامازو (فلوریدا)
کالامازو (به انگلیسی: Kalamazoo) یک منطقهٔ مسکونی در ایالات متحده آمریکا است که در شهرستان ولوسیا، فلوریدا واقع شده‌است. کالامازو ۶ متر بالاتر از سطح دریا واقع شده‌است.